# Wansbeck
Wansbeck este un district ne-metropolitan din Regatul Unit, situat în comitatul Northumberland din regiunea North East, Anglia.

## Orașe în cadrul districtului
- Ashington
- Bedlington
- Newbiggin-by-the-Sea